# Harrisburg (Carolina del Nord)
Harrisburg è un comune degli Stati Uniti d'America, situato in Carolina del Nord, nella contea di Cabarrus.